# توربک (باشقیرستان)
توربک (انگلیسی: Turbek, Republic of Bashkortostan) یک شهرک در شهرستان دیورتیورلینسکی در استان باشقیرستان کشور روسیه است.